# Германська лінгвістика
Германська лінгвістика — наука, яка досліджує германські мови у їхньому історичному (діахронічному) розвику і так само з точки зору на синхронні функціональні взаємини окремих мовних систем. Її предмет охоплює усі мовні ступені німецької, англійської, північногерманських, голландської, фризької і мертвих (готської, вадальської та ін.) мов. Звичайно германські мови діляться на три основних ступені — давній (до 11-го ст.), середній (11-е — 17-те ст.) і новий (від 17-го ст.).
Германські мови досліджуються в різних аспектах (фонетика, орфографія, лексика, граматика, тексти іт.д) і у формах прояву, наприклад у мовно-соціалогічному (розмовна, літературна, професійна мова і т д.) або у мовно-географічному (діалекти, говірки тощо).